# Radek Krejčík
Radek Krejčík (* 27. února 1974) je bývalý český fotbalista, záložník.

## Fotbalová kariéra
Hrál za FC Slovan Liberec, Bohemians Praha, SK Slavia Praha, FC Marila Příbram, Artmedii Petržalka, Tatran Prešov, SK Dynamo České Budějovice a FK Bohemians Praha. Celkem v české nejvyšší soutěži odehrál 117 utkání a dal 2 góly. Ve slovenské nejvyšší soutěži nastoupil ve 34 utkáních. V evropských pohárech nastoupil ve 12 utkáních a dal 1 gól. V současné době nastupuje v I.A třídě Ústeckého kraje za TJ Sokol Pokratice – Litoměřice.

## Ligová bilance
| Ročník                          | Zápasy | Góly | Klub               |
| ------------------------------- | ------ | ---- | ------------------ |
| 1. česká fotbalová liga 1993/94 | 3      | 0    | FC Slovan Liberec  |
| 1. česká fotbalová liga 1994/95 | 23     | 0    | Bohemians Praha    |
| 1. česká fotbalová liga 1996/97 | 20     | 1    | Bohemians Praha    |
| Gambrinus liga 1997/98          | 18     | 1    | SK Slavia Praha    |
| Gambrinus liga 1998/99          | 3      | 0    | SK Slavia Praha    |
| Gambrinus liga 1998/99          | 13     | 0    | FC Dukla Příbram   |
| Gambrinus liga 1999/00          | 7      | 0    | SK Slavia Praha    |
| Gambrinus liga 2000/01          | 2      | 0    | FC Marila Příbram  |
| Gambrinus liga 2001/02          | 26     | 0    | FC Marila Příbram  |
| Gambrinus liga 2002/03          | 2      | 0    | FC Marila Příbram  |
| Corgoň liga 2002/03             | 14     | 0    | Artmedia Petržalka |
| Corgoň liga 2003/04             | 16     | 0    | Artmedia Petržalka |
| Corgoň liga 2004/05             | 4      | 0    | Artmedia Petržalka |
| CELKEM                          | 178    | 9    |                    |